# Casa de Aquel Cabo
La casa de Aquel Cabo, ubicada en Barcia, en el concejo de Santa Eulalia de Oscos (Asturias, España) es un conjunto rural formado por una casona de dos plantas, a la que se unió posteriormente un cuerpo rectangular que permite el paso interior desde la casa a la tribuna de la capilla situada en el ángulo NE. 
Fue edificada en el año 1762 por don Antonio Martínez Lastra y Ron y sus hermanos según la inscripción que se conserva en el dintel de la puerta. Este hidalgo, originario de Batribán (Villanueva de Oscos), a consecuencia de un pleito con los monjes del monasterio de Villanueva de Oscos, construyó esta casa fuera de la jurisdicción del citado monasterio y se afincó en ella.
Los muros son de mampostería y las jambas y vanos de sillería de arenisca; ventanas y balcones en haz abriendo hacia fuera; las cubiertas son de lajas de pizarra. En la fachada sur del cuerpo rectangular hay un corredor.
La propiedad del conjunto está limitada de modo natural por el río y artificialmente por un alto muro de lajas de pizarra que circunda las diversas dependencias de esta unidad agropecuaria, en cuyo patio se ubican un hórreo y un cabanón.